# McCormick & Company
McCormick & Company, Incorporated (NYSE: MKC) er en amerikansk fødevarevirksomhed, der producerer, markedsfører og distribuerer krydderier, smagsforstærkere og saucer, der sælges i 170 lande. Deres årsomsætning er på 6,317 mia. $ (2021) McCormick har ca. 14.000 ansatte på verdensplan og hovedkvarter i Hunt Valley, Maryland.
Willoughby M. McCormick (1864–1932) etablerede virksomheden i Baltimore i 1889.